# RAB18
RAB18 (англ. RAB18, member RAS oncogene family) – білок, який кодується однойменним геном, розташованим у людей на короткому плечі 10-ї хромосоми. Довжина поліпептидного ланцюга білка становить 206 амінокислот, а молекулярна маса — 22 977.
| 10         |  | 20         |  | 30         |  | 40         |  | 50         |
| ---------- |  | ---------- |  | ---------- |  | ---------- |  | ---------- |
| MDEDVLTTLK |  | ILIIGESGVG |  | KSSLLLRFTD |  | DTFDPELAAT |  | IGVDFKVKTI |
| SVDGNKAKLA |  | IWDTAGQERF |  | RTLTPSYYRG |  | AQGVILVYDV |  | TRRDTFVKLD |
| NWLNELETYC |  | TRNDIVNMLV |  | GNKIDKENRE |  | VDRNEGLKFA |  | RKHSMLFIEA |
| SAKTCDGVQC |  | AFEELVEKII |  | QTPGLWESEN |  | QNKGVKLSHR |  | EEGQGGGACG |
| GYCSVL     |  |            |  |            |  |            |  |            |

A: Аланін

C: Цистеїн

D: Аспарагінова кислота

E: Глутамінова кислота

F: Фенілаланін

G: Гліцин

H: Гістидин

I: Ізолейцин

K: Лізин

L: Лейцин

M: Метіонін

N: Аспарагін

P: Пролін

Q: Глутамін

R: Аргінін

S: Серин

T: Треонін

V: Валін

W: Триптофан

Кодований геном білок за функціями належить до білків розвитку, фосфопротеїнів. 
Задіяний у таких біологічних процесах, як транспорт, транспорт білків, ацетилювання, альтернативний сплайсинг. 
Білок має сайт для зв'язування з нуклеотидами, ГТФ. 
Локалізований у клітинній мембрані, мембрані.